# Ascites quilosa
L'ascites quilosa o quiloperitoneu és una forma poc freqüent d'ascites i generalment s'associa amb un mal pronòstic, ja que sovint és secundari a neoplàsies. La seva veritable incidència no està ben establerta en la població general medicoquirúrgica.

## Etiologia
Qualsevol causa que obstrueixi els vasos limfàtics o en provoqui una fuita pot causar el vessament quilós (limforràgia) a les cavitats peritoneals o retroperitoneals. Qualsevol tipus de càncer amb afectació dels ganglis limfàtics pot estar associada amb aquest tipus d'ascites. La segona font més comuna dels vessaments quilosos és la traumàtica i, principalment, quirúrgica. S'han descrit altres condicions subjacents: idiopàtica, cirrosi hepàtica, tuberculosi. I encara més rares: congènita, exercici extenuant, pancreatitis, lupus eritematós sistèmic, vòlvul (torsió intestinal), sarcoïdosi, amiloïdosi, malaltia de Whipple.

## Clínica
La distensió abdominal és el símptoma més comú. Un nivell de triacilglicerols en el líquid ascític superior a 110 mg/dl és diagnòstic d'ascites quilosa.

## Pronòstic
Les grans pèrdues de volum de líquids juntament amb les proteïnes i els limfòcits poden provocar una morbiditat addicional en una població prèviament debilitada o en pacients greument malalts. Això inclou la disfunció d'òrgans en relació amb les pèrdues de volum i electròlits, però principalment infeccions secundàries causada per l'alteració de la immunitat per la pèrdua d'anticossos i limfòcits.

## Tractament
Encara que una gran majoria dels vessaments quilosos curen espontàniament, el tractament complet ha de ser iniciat precoçment per tal de reduir la morbiditat i mortalitat associada amb aquest trastorn. Una dieta oral adaptada es pot introduir per reduir el flux de la limfa (aliments baixos en lípids i triacilglicerols de cadena mitjana-alta) i és la primera mesura per posar en pràctica. La nutrició parenteral es reservarà quan falli la dieta oral. A més, la paracentesi està indicada per millorar la comoditat del pacient, reduir la pressió intra-adbominal i la disfunció renal secundària. Anàlegs de la somatostatina (octreotida) s'han demostrat que poden ser eficaços en la reducció de limforràgia i poden ser proposats abans de considerar l'abordatge quirúrgic. La lligadura directa del vasos limfàtics pot estar indicada per fuites demostrades de grans vasos limfàtics mitjançant tècniques radiològiques quan el tractament mèdic ha fallat. Darrerament s'ha proposat la limfografia amb escleroteràpia. Una derivació peritoneovenosa es converteix en una tècnica menys comuna (en el vessament quilós refractari) per la seva alta morbiditat.